# Symmachia eraste
Symmachia eraste is een vlindersoort uit de familie van de prachtvlinders (Riodinidae), onderfamilie Riodininae.
Symmachia eraste werd in 1868 beschreven door H. Bates.